# Federico Milo
Federico Emanuel Milo (Quilmes, Provincia de Buenos Aires, Argentina; 10 de enero de 1992) es un futbolista argentino. Juega como lateral por izquierda y su primer equipo fue Arsenal de Sarandí. Actualmente milita en Temperley de la Primera Nacional.

## Trayectoria
Oriundo de Quilmes, su debut en el fútbol profesional se produjo bien cerca de la ciudad que lo vieron nacer, en Sarandí. Allí comenzó su camino en Arsenal, elenco con el que jugó 73 partidos y anotó cuatro goles a lo largo de seis temporadas entre las que se destaca la 2013, año en que integró el plantel campeón de la Copa Argentina. Con la camiseta de Arsenal tuvo participación no solo en el plano local sino también en el internacional, ya que disputó Copa Libertadores y Copa Sudamericana.
En 2018 se sumó a San Martín de San Juan, al que representó en 16 encuentros. 
Al término de aquella campaña, el lateral zurdo volvió a mudarse de provincia, esta vez con destino a Santa Fe para ponerse la camiseta de Unión. Disputó 22 partidos e integró la plantilla que tuvo su estreno absoluto en el plano internacional, concretamente en la Copa Sudamericana 2020 con Leonardo Madelón como entrenador.
En octubre de 2020 firma con Aldosivi de Mar del Plata.
En 2022 tiene su primera salida internacional al Ionikos de Nicea de la Superliga de Grecia, al que representó en ocho cotejos.
En 2023 integra las filas del Sport Boys de Perú, donde juega 25 partidos y obtiene un gol.
En enero de 2024 es contratado por 12 meses como refuerzo de Gimnasia y Esgrima La Plata de la Primera División de Argentina.
A finales de junio de 2024 rescinde contrato con el Lobo para continuar su carrera en Independiente Rivadavia.

## Clubes
- Actualizado al 27 de julio de 2025

| Club                        | Div.                | Temporada           | Liga | Liga | Copa Nacional | Copa Nacional | Copa Internacional | Copa Internacional | Total | Total |
| Club                        | Div.                | Temporada           | PJ   | G    | PJ            | G             | PJ                 | G                  | PJ    | G     |
| --------------------------- | ------------------- | ------------------- | ---- | ---- | ------------- | ------------- | ------------------ | ------------------ | ----- | ----- |
| Arsenal Argentina           | 1.ª                 | 2013/14             | 7    | 0    | 0             | 0             | 1                  | 0                  | 8     | 0     |
| Arsenal Argentina           | 1.ª                 | 2014                | 1    | 0    | -             | -             | -                  | -                  | 1     | 0     |
| Arsenal Argentina           | 1.ª                 | 2015                | 17   | 0    | 1             | 0             | 1                  | 0                  | 19    | 0     |
| Arsenal Argentina           | 1.ª                 | 2016                | 2    | 0    | -             | -             | -                  | -                  | 2     | 0     |
| Arsenal Argentina           | 1.ª                 | 2016/17             | 16   | 3    | 1             | 0             | 1                  | 0                  | 18    | 3     |
| Arsenal Argentina           | 1.ª                 | 2017/18             | 22   | 1    | 1             | 0             | 2                  | 0                  | 25    | 1     |
| Arsenal Argentina           | Total               | Total               | 65   | 4    | 3             | 0             | 5                  | 0                  | 73    | 4     |
| San Martín (SJ) Argentina   | 1.ª                 | 2018/19             | 14   | 0    | 2             | 0             | -                  | -                  | 16    | 0     |
| San Martín (SJ) Argentina   | Total               | Total               | 14   | 0    | 2             | 0             | -                  | -                  | 16    | 0     |
| Unión Argentina             | 1.ª                 | 2019/20             | 18   | 0    | 2             | 0             | 2                  | 0                  | 22    | 0     |
| Unión Argentina             | Total               | Total               | 18   | 0    | 2             | 0             | 2                  | 0                  | 22    | 0     |
| Aldosivi Argentina          | 1.ª                 | 2020                | -    | -    | 6             | 0             | -                  | -                  | 6     | 0     |
| Aldosivi Argentina          | 1.ª                 | 2021                | 9    | 0    | 9             | 0             | -                  | -                  | 18    | 0     |
| Aldosivi Argentina          | 1.ª                 | 2022                | 2    | 0    | 8             | 0             | -                  | -                  | 10    | 0     |
| Aldosivi Argentina          | Total               | Total               | 11   | 0    | 23            | 0             | -                  | -                  | 34    | 0     |
| Ionikos · Grecia            | 1.ª                 | 2022/23             | 7    | 0    | 1             | 0             | -                  | -                  | 8     | 0     |
| Ionikos · Grecia            | Total               | Total               | 7    | 0    | 1             | 0             | -                  | -                  | 8     | 0     |
| Sport Boys · Perú           | 1.ª                 | 2023                | 25   | 1    | -             | -             | -                  | -                  | 25    | 1     |
| Sport Boys · Perú           | Total               | Total               | 25   | 1    | -             | -             | -                  | -                  | 25    | 1     |
| Gimnasia (LP) Argentina     | 1ª                  | 2024                | 0    | 0    | 10            | 0             | -                  | -                  | 10    | 0     |
| Gimnasia (LP) Argentina     | Total               | Total               | 0    | 0    | 10            | 0             | -                  | -                  | 10    | 0     |
| Independiente (M) Argentina | 1ª                  | 2024                | 12   | 0    | -             | -             | -                  | -                  | 12    | 0     |
| Independiente (M) Argentina | Total               | Total               | 12   | 0    | -             | -             | -                  | -                  | 12    | 0     |
| Temperley Argentina         | 2ª                  | 2025                | 13   | 1    | -             | -             | -                  | -                  | 13    | 1     |
| Temperley Argentina         | Total               | Total               | 13   | 1    | -             | -             | -                  | -                  | 13    | 1     |
| Total en su carrera         | Total en su carrera | Total en su carrera | 165  | 6    | 41            | 0             | 7                  | 0                  | 213   | 6     |

## Palmarés

### Campeonatos nacionales
| Título         | Club               | País      | Año  |
| -------------- | ------------------ | --------- | ---- |
| Copa Argentina | Arsenal de Sarandí | Argentina | 2013 |